# 64式手枪
1964年式7.62毫米手槍（64式手槍），是由中華人民共和國以52式手槍（瓦爾特PPK的仿製型）改良而成的半自動手槍，在1964年定型，故名為64式。

## 結構
64式主要是對52式手槍在尺吋上的改良，以令其可更方便隱蔽攜帶，以及為了有利於生產，把原來的.32 ACP（7.65×17毫米）口徑改為原創的7.62×17毫米。
該槍的優點是輕便袖珍，但缺點是人體工學差，造工粗糙、裝彈數少以及火力和停止作用不足。

## 採用
64式為中華人民共和國立國後第一款自主研製及改良的手槍，主要是分配給中國人民解放軍、公安警察及一些執法人員在執勤時使用。
由於文化大革命的爆發，導致中國大陸的輕兵器開發和生產停滞，此槍直到1980年才開始投產並裝備部隊。基於中國人民解放軍逐漸換裝92式手槍（QSZ-92），64式也逐步地退出他們的前線裝備，現在只有一些警察還在使用，也被中國的航天員採用為防身的配槍。
因為三者名稱相同，64式手槍容易與同為中國製的64式微声手枪，以及朝鮮民主主義人民共和國的64式手槍（FN M1900手槍的仿製型）混淆。

## 衍生型
- M-64手槍：為64式手槍的出口版本。[2]

## 外部連結
- （中文）—64式7.62mm手槍
- （中文）—64式手槍分解圖（页面存档备份，存于）
- （中文）—人民網—國產64式7.62mm手槍（页面存档备份，存于）
- （中文）—發展中的中國製手槍
- （中文）—槍炮世界—1964年式手枪（页面存档备份，存于）